# Takeda (Klan)

Mon (Familienwappen) des Takeda-Klans

Die Takeda (japanisch 武田氏, Takeda-shi) waren ein japanisches Adelsgeschlecht. Dieser Artikel bezieht sich fast ausschließlich auf das Haupthaus (die Takeda von Kai), allerdings gibt es auch mehrere Unterhäuser der Takeda, die parallel existieren. Sie alle stammen direkt von den Minamoto ab, waren Vasallen der Minamoto und halfen ihnen, das erste Shogunat (s. Kamakura-Zeit) aufzubauen.
Die Häuser der Takeda sind:
- Sōka (Haupthaus) (Takeda von Kai) (jap.:宗家（甲斐武田氏）)
- Takeda von Wakasa und Aki (jap.:安芸・若狭武田氏)
- Mariya (Takeda von Kazusa) (jap.:上総・真里谷武田氏)
- Kawakubo-Takeda (jap.:河窪武田家)
- Nishina- und Aburagawa-Takeda (jap.:仁科・油川武田家)
- Iwama (Takeda von Kumamoto) (jap.:熊本岩間家)
- Yonezawa (Takeda von Yamagata) (jap.: 米沢武田家 Yonezawa-Takeda-ke)

## Geschichte

### Herkunft

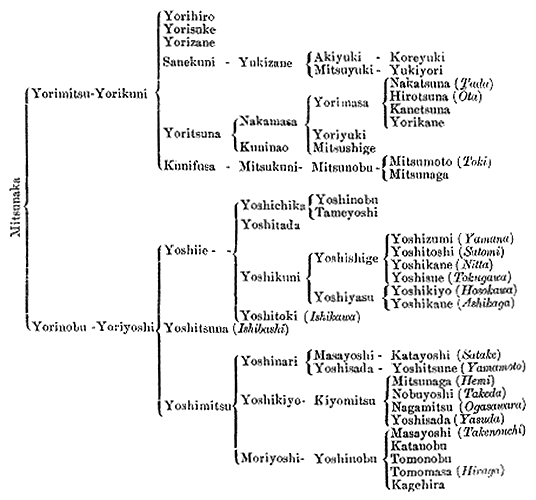
Stammbaum Seiwa Genji (Minamoto Haupthaus), unten rechts der erste "Takeda"

Tenno Seiwa ist Ahnherr der Seiwa Genji, des Haupthauses der Minamoto. Von diesen stammen mehrere Nebenhäuser an, unter anderem auch Takeda und Ashikaga (siehe Seiwa Genji). Im Jahr 1130 wurde Minamoto Yoshikiyo (1075–1145), Sohn von Minamoto Yoshimitsu (1056–1127),  der in der Gemeinde Takeda in der japanischen Provinz Hitachi siedelte, mit seinem Sohn Takeda Kiyomitsu († 1168) in die Provinz Kai verbannt. Ihre Nachkommenschaft verteilte sich rasch in der gesamten Provinz; ein Teil von ihr führte den Namen Takeda.

### Aufstieg in der Kamakura-Zeit

#### Errichtung des Genji-Shogunats
Als der mit ihnen verwandte spätere Shogun Minamoto Yoritomo den Sieg über die um die Macht konkurrierende Taira-Sippe errungen hatte, wurde Takeda Nobuyoshi (1128–1186) zum Militärgouverneur der Nachbarprovinz Suruga ernannt. Auch im kurzen Bürgerkrieg, dem Gempei-Krieg von 1221, schlugen sich die Takeda und die übrigen Minamoto-Zweigfamilien in Kai auf die Seite des Minamoto-Haupthauses in Kamakura (s. auch Kamakura-Zeit), und damit ihres Cousins, des Shoguns Minamoto Yoritomo, und kämpften gegen den Kaiserhof. Als Yoritomo anfangs in der Schlacht von Ishibashiyama (1181) eine Niederlage erlitt, bat er Takeda Nobuyoshi um Hilfe, und dieser schickte ihm umgehend eine Armee von 20.000 Mann.

#### Verteidigung des Genji-Shogunats
Nach dem Untergang der Minamoto-Herrschaft unterstützten die Takeda ab 1335 die neue Shogun-Familie der Ashikaga (s. Muromachi-Zeit). Als Schwesterhaus wurden sie als legitime Erbfolger angesehen. Takeda Nobumitsu (1162–1248) unterstützte den General der Hōjō, der für das Genji-Shogunat zu Felde zog (Jōkyu Unruhen (1221)), und zum Dank wurde bald darauf Takeda Nobutake († 1362) Militärgouverneur in der Provinz Aki (heute Hiroshima). Dies war auch die Geburt des Nebenhauses der Takeda von Aki.
Bis zur Sengoku-Zeit erhielten sie so den Titel shugo (Militärgouverneur) in den Provinzen:
- Provinz Aki
- Provinz Kai
- Provinz Wakasa

### Höhepunkt in der Sengoku-Zeit

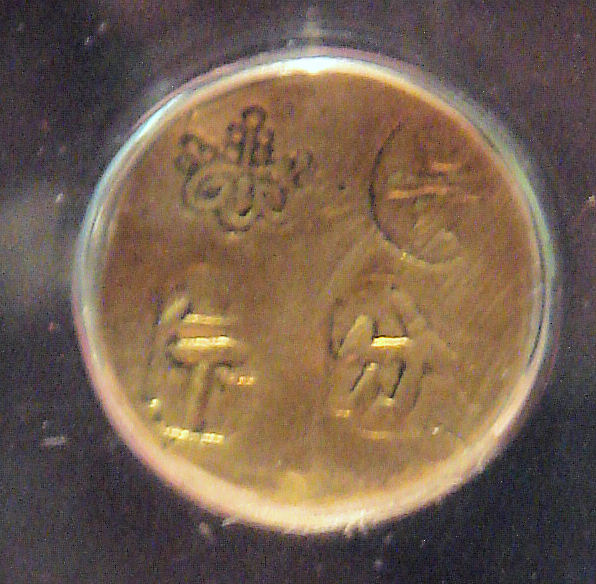
Frühe japanische Münze, geprägt etwa zur Zeit Shingens in der Provinz Kai

Die "Daisan", die "drei Großen" der Takeda, sind:
- Takeda Nobutora (1494–1574) gelang es, bis 1520 die meisten einheimischen Häuser zu unterwerfen und sich gegen die Herren umliegender Provinzen militärisch zu behaupten. Für die neue Schicht von Landesherren wie Nobutora bildete sich die Bezeichnung Daimyō heraus. Allerdings wurde Nobutora 1541 von seinem Sohn Harunobu, der sich später Shingen nannte, aus Kai vertrieben.
- Takeda Shingen (1521–1573) erzielte durch geschickte Feldzüge und Heiratspolitik in den Provinzen im Norden, Süden, Nordosten und Westen von Kai große territoriale Zugewinne. Legendär wurden seine unentschiedenen Kämpfe gegen seinen großen Konkurrenten im Norden, Uesugi Kenshin (Schlachten von Kawanakajima). Takeda Shingen war der einzige Feldherr, der dem späteren Shogun Tokugawa Ieyasu eine militärische Niederlage zufügen konnte (1572 Schlacht von Mikatagahara). Zu den wichtigsten Offizieren in seinem Dienst gehörte Yamamoto Kansuke, Anführer der 24 Generäle. Durch straffe Herrschaft, profitable Wirtschafts-, Finanz- und Infrastrukturpolitik (insbesondere der Abbau von Gold, Kanal- und Straßenbau, Münzprägung, Gesetzeserlasse) und den Aufbau eines mobilen, schlagkräftigen Heeres stieg Shingen schließlich zu einem der mächtigsten Daimyōs Japans auf. Außerdem entwickelte er eine unübliche "berittene Armee", die mit Lanzen im Ansturm einen verheerenden Effekt auf die Fußheere, großteils aus Schützen bestehend, jener Zeit hatte. Üblich war zu jener Zeit nur der Einsatz vereinzelter berittener Bogenschützen und Infanterie.
- Takeda Katsuyori (1546–1582) gelang es nach Shingens plötzlichem Tod durch Krankheit 1573 auf einem Feldzug gegen Oda Nobunaga jedoch nicht, das Eroberte zu bewahren. 1575 unterlag Katsuyori in der Schlacht von Nagashino einer Koalition von Oda Nobunaga und Tokugawa Ieyasu. 1582 kamen Katsuyori und seine Familie bei der Eroberung der Provinz durch seine Feinde ums Leben. Ein Teil der Familie wurde in der anschließenden Tokugawa-Zeit mit zeremoniellen Aufgaben betraut. Tokugawa Ieyasu bemühte sich um Wiedergutmachung für die wilden Zerstörungen Oda Nobunagas.

## Oberhäupter der Takeda von Kai
1. Takeda Nobuyoshi (1168–1186)
2. Takeda Nobumitsu (1186–1221)
3. Takeda Nobumasa (1221–1265)
4. Takeda Nobutoki (1265–1289)
5. Takeda Tokitsuna (1289–?)
6. Takeda Nobumune (?–1330)
7. Takeda Nobutake (1330–1359)
8. Takeda Nobunari (1359–1394)
9. Takeda Nobuharu (1394–1413)
10. Takeda Nobumitsu (1413–1417)
11. Takeda Nobushige (?–1450)
12. Takeda Nobumori (1450–1455)
13. Takeda Nobumasa (1455–1491)
14. Takeda Nobutsuna (1491–1507)
15. Takeda Nobutora (1507–1541)
16. Takeda Shingen (1541–1573)
17. Takeda Katsuyori (1573–1582)
18. Takeda Nobukatsu (1582)
19. Takeda Nobuhara (1582–1587)
20. Takeda Nobuyoshi (1587–1603)

## Kampfkunst
Der Takeda-Klan ist für die Entwicklung und Tradierung verschiedener japanischer Kampfkünste bedeutsam geworden wie den Takeda-ryū und das von Takeda Sōkaku bekanntgemachte Daitō-ryū Aiki-jūjutsu, die innerhalb des Takeda-Klans tradiert worden sind.
Weiterhin haben die frühen Takeda Bogenschulen, Reitschulen und Strategieschulen gegründet.